# شهرک بهشتی
شهرک بهشتی ، روستایی است از توابع بخش مرکزی شهرستان گنبد کاووس در استان گلستان ایران.

## جمعیت
این روستا در دهستان باغلی ماراما قرار داشته و براساس سرشماری سال 1401 جمعیت آن 2295 نفر بوده است.